# Szczury Tobruku

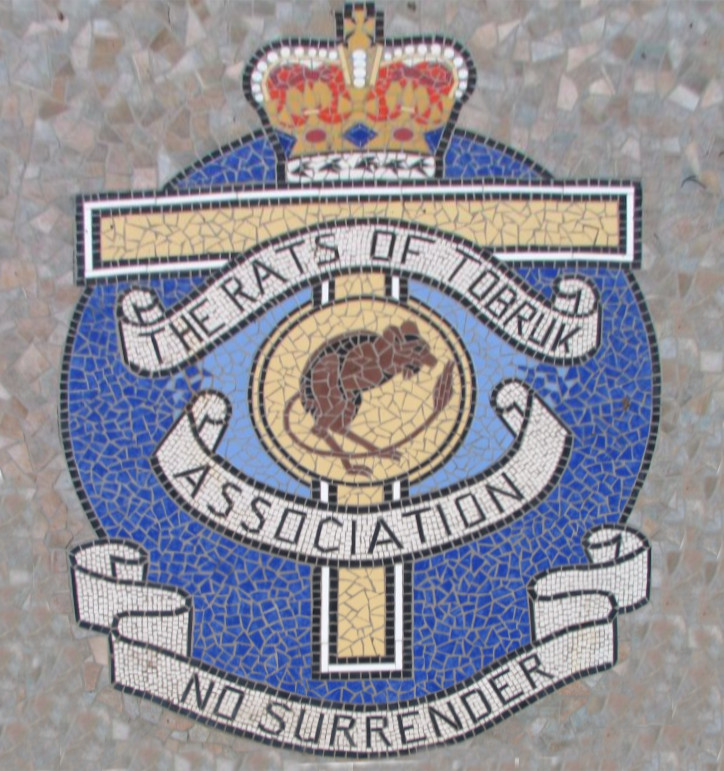
Emblemat Szczurów Tobruku

Szczury Tobruku (ang. The Rats of Tobruk) – początkowo w zamierzeniu pogardliwy, a następnie uznany za zaszczytny, przydomek nadany przez Niemców australijskim żołnierzom 9. i 7 Dywizji Piechoty, a także brytyjskim, indyjskim i polskim żołnierzom Samodzielnej Brygady Strzelców Karpackich walczących w obronie twierdzy Tobruk w Afryce Północnej od 31 marca do 27 listopada 1941.
Twierdzę Tobruk próbowały bezskutecznie zdobyć wojska włoskie i niemieckie. Stąd zamierzonym celem nadania przydomka było jedynie osiągnięcie efektu propagandowego, wobec faktycznej bezsilności własnych wojsk – fałszywego pomówienia i poniżenia dzielnego przeciwnika. Propaganda niemiecka nadała to przezwisko australijskim obrońcom, którzy jednak natychmiast zaadaptowali je jako honorowe miano tych wszystkich, którzy Tobruku bronili.
Po zakończeniu II wojny światowej powstała w Australii organizacja skupiająca dawnych Tobrukczyków (także Polaków) „Rats of Tobruk Association”.